# Ancelle dell'Immacolata Concezione della Beata Vergine Maria
Le ancelle dell'Immacolata Concezione della Beata Vergine Maria (in polacco Siostry Służebniczeki Niepokalanego N.M.P.) sono un istituto religioso femminile di diritto pontificio.

## Storia
Le congregazione deriva da quella delle ancelle dell'Immacolata Concezione delle Vergine Maria, fondata da Edmund Bojanowski a Gostyń il 3 maggio 1850.
Dopo la separazione dei rami di Slesia, di Galizia e di Dębica, la casa generalizia delle ancelle dell'Immacolata Concezione della Polonia Maggiore fu stabilita a Pleszew.
Nel 1919 la Polonia ottenne l'indipendenza e la congregazione di Pleszew conobbe un periodo di grande fioritura, interrotto dall'occupazione tedesca del 1939 e poi dall'avvento al potere del partito comunista, che nazionalizzò le scuole e gli ospedali.
L'istituto ottenne il pontificio decreto di lode l'8 luglio 1931 e l'approvazione definitiva della Santa Sede il 2 luglio 1940.

## Attività e diffusione
Le suore si dedicano principalmente all'istruzione e all'educazione cristiana della gioventù.
Oltre che in Polonia, sono presenti in Bielorussia, in Brasile, in Italia, in Kazakistan e in Svezia; la sede generalizia è a Luboń.
Alla fine del 2008 la congregazione contava 373 religiose in 60 case.